# 凱塔尼夫卡 (拉多梅什利區)
50°29′5″N 29°0′25″E / 50.48472°N 29.00694°E
凱塔尼夫卡（烏克蘭語：Кайтанівка）是烏克蘭北部的村莊，隸屬日托米爾州的日托米爾區。該村面積0.41平方公里，海拔高度182米，2001年人口82，人口密度每平方公里202.47人。